# Els encantats
Els encantats és una pel·lícula dramàtica del 2023 dirigida per Elena Trapé, que protagonitza Laia Costa al costat de Dani Pérez Prada i Ainara Elejalde Bel.

## Sinopsi
En separar-se per primera vegada de la seva filla de 4 anys, la Irene es trasllada a una casa de camp familiar situada en un petit poble dels Pirineus, on es troba amb l'avi Agustí, la jove veïna Gina i l'Ingrid, de manera que convida l'amic cosmopolita Erik.

## Repartiment
- Laia Costa com a Irene
- Pep Cruz com a Agustí
- Aina Clotet com a Ingrid
- Daniel Pérez Prada com a Erik
- Ainara Elejalde com a Gina
- Dèlia Brufau com a Marta
- Carlos di Ros com a Guillem

## Producció
La pel·lícula és una producció de Coming Soon Films, A Contracorriente Films i Encantats Films AIE, amb la participació de RTVE i TVC i el suport de l'ICAA i l'ICEC. Es va rodar a Antist (Vall Fosca), a la comarca del Pallars Jussà.

## Estrena
La pel·lícula es va presentar al 26è Festival de Cinema de Màlaga el 12 de març de 2023. Posteriorment, es va projectar al 7è BCN Film Fest. Distribuït per A Contracorriente Films, es va estrenar als cinemes el 2 de juny de 2023.

## Rebuda
Jonathan Holland, de ScreenDaily, va considerar que la pel·lícula era "un drama decebedorament inert i massa esquemàtic", amb una interpretació central "meravellosa" de Costa, que "només pot arribar tan lluny en donar-nos accés a la Irene, en gran part hermètica".

## Premis i reconeixements
| Any  | Premi                            | Categoria                       | Nominat                           | Resultat   | Ref   |
| ---- | -------------------------------- | ------------------------------- | --------------------------------- | ---------- | ----- |
| 2023 | 26è Festival de Cinema de Màlaga | Bisnaga de Plata al millor guió | Elena Trapé, Miguel Ibáñez Monroy | Guanyadors | [ 9 ] |